# ليبيا في الألعاب الأولمبية الصيفية 1964
ليبيا شاركت في الألعاب الأولمبية الصيفية لأول مرة في الألعاب الأولمبية الصيفية 1964 .
الليبي الذي عقد العلم هو عمر الكيزة العقوري في طوكيو، اليابان.
المشارك الوحيد في الألعاب سليمان فقهي حسن دخل ماراثون للرجال، لكن لم يبدأ السباق.